# Autorité combinée d'York et du Yorkshire du Nord
County Hall, Northallerton
L'autorité combinée d'York et du Yorkshire du Nord (en anglais : York and North Yorkshire Combined Authority) est une autorité combinée regroupant York et le Yorkshire du Nord, dans le nord de l'Angleterre, au Royaume-Uni.

## Historique
La discussion d'un accord de dévolution entre les autorités de la ville d'York et le conseil du district du Yorkshire du Nord d'une part et le gouvernement britannique d'autre part, aboutit le 1er août 2022 sur l'établissement d'une autorité combinée entre les deux collectivités.
Le 19 novembre 2023, l'autorité combinée est créée en vertu de la loi de 2009 sur la démocratie locale, le développement économique et la construction. Elle est installée le 1er février 2024.

## Composition
L'autorité combinée regroupe la ville d'York et le district du Yorkshire du Nord.

## Politique et administration
L'autorité combinée est dirigée par un conseil de cinq membres comprenant le maire, élu au suffrage direct pour un mandat de quatre ans, ainsi que les chefs et chefs adjoints respectifs du conseil d'York et de celui du Yorkshire du Nord.
Le siège de l'autorité est situé dans le County Hall à Northallerton.